# Testament

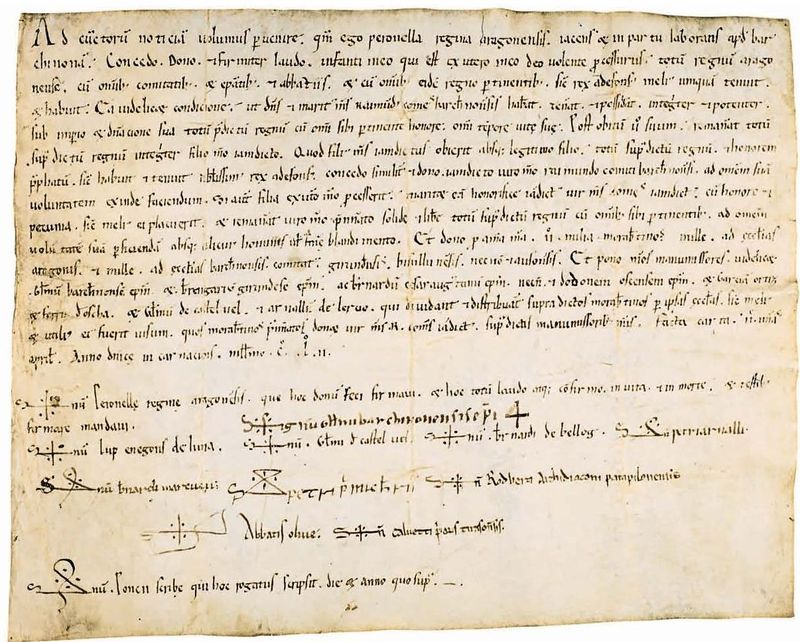
Testament de la reina Peronella d'Aragó (4 d'abril del 1152)

El testament (del llatí testatio mentis, que significa 'testimoniatge de la voluntat') és l'acte jurídic pel qual una persona disposa per a després de la seva mort de tots els seus béns o de part d'ells. Quan una persona mor sense deixar testament es diu que ha mort abintestat o intestada.

## Definició
La definició del que és, jurídicament, un testament, pot variar en funció del contingut dels diferents ordenaments jurídics. La doctrina jurídica catalana coincideix a definir el testament con un «acte formal, unilateral, personalíssim i essencialment revocable pel qual una persona, per a després de la seva mort, regula la successió mitjançant la institució d'un o més hereus».

## Tipus de testaments
En diferents ordenaments jurídics i en diferents moments històrics existeixen, o han existit, entre d'altres, els següents tipus de testaments;
- Testament ordinari o pagànic.
  - Testament hològraf: és l'escrit completament, datat i signat de la mà del testador. Solen exigir-se certes formalitats com l'absència de ratllades al llarg de tot el text per a salvaguardar la seva integritat. El mot prové del grec olos i grafos que significa escrit sencer. El testament ha d'expressar el lloc i dia de l'atorgament i s'ha de signar.
  - Testament obert o públic: és el que elabora el notari després d'haver entrat en coneixement de la voluntat del testador.
  - Testament tancat o secret: és el que s'escriu pel testador o una altra persona de la seva confiança i es presenta tancat al notari amb un cert nombre de testimonis.
- Testament especial o privilegiat
  - Testament en ocasió de calamitat pública.
  - Testament marítim o aeronàutic.
  - Testament militar o assimilat: és el qual fan les persones que gaudeixen del fur militar, manifestant la seva última voluntat, sense subjecció a les formalitats del testament ordinari.

## El testament en el dret civil català
El Codi civil de Catalunya regula el testament en el Capítol I ("Els testaments, els codicils i les memòries testamentàries", del Títol II ("La successió testada"), i en particular en els articles 421-2 a 421-5.

### Definició i característiques
L'article 421-2 del Codi civil català estableix que «En testament, el causant ordena la seva successió mitjançant la institució d'un o més hereus i pot establir llegats i altres disposicions per a després de la seva mort».
El caràcter unilateral del testament el diferencia dels pactes successoris i explica la prohibició legal (tot i que aquesta ha estat qüestionada per la doctrina) dels testaments mancomunats. El caràcter revocable del seu testament, que és coherent amb el fet que aquest conté la darrera voluntat del causant, el diferencia també dels pactes successoris, els quals produeixen determinats efectes jurídics des del mateix moment en què queden atorgats i perfeccionats, i que consisteixen bàsicament en limitacions a la facultat de disposar del testador per tal de protegir el dret de l'hereu instituït mitjançant tals pactes.
Una altra característica del testament en dret civil català és que consisteix en un negoci jurídic essencialment formal, de tal forma que només esdevenen testaments vàlids aquells negocis que no només incloguin la voluntat expressa, autoritària i completa del causant de disposar dels seus béns per a després de la seva mort, sinó que ho facin mitjançant el ser atorgament d'acord amb algun dels tipus de testament enunciats a l'article 421-5 del Codi civil català, respectant les diferents formalitats de redacció i atorgament exigibles per a cada tipus.

### Tipus de testament
En dret civil català, en l'actualitat, s'admeten els següents tipus de testaments:

#### El testament notarial
És aquell que s'atorga en un sol acte davant de notari hàbil per a actuar al lloc de l'atorgament.(Art.421-5.1 C.Civ.Cat.) Pot atorgar-se com a testament obert, en quin cas és el notari qui, com qualsevol altra escriptura notarial, redacta el testament d'acord amb la voluntat del testador, o com a testament tancat, en quin cas el testament és presentat pel testador al notari dins d'un sobre tancat, manifestant-li que aquest darrer conté el testament, i procedint el notari a protocol·litzar el sobre clos, en el que hi estén una diligència identificant el testador.

#### El testament hològraf
El testament hològraf, d'acord amb l'art. 421-17 C.Civ.Cat, cal que estigui escrit i signat de manera autògrafa pel testador amb la indicació del lloc i la data de l'atorgament. Si conté paraules ratllades, esmenades, afegides o entre línies, l'atorgant les ha de salvar amb la seva signatura. Cal, a més, que es presenti davant del jutge o el funcionari competent a fi que sigui adverat i se n'ordeni la protocol·lització. El testament hològraf només pot ser atorgat per les persones majors d'edat i pels menors emancipats.

## El Testament de Carnaval
El Rei Carnestoltes i la Reina Concubina deixen el seu llegat amb aquest document. Per exemple, són molt destacats els testaments dels Carnestoltes de Vilanova i la Geltrú i Sitges, mentre que el de la Concubina és notablement significat en la seva edició a Tarragona.